# 146. østlige længdekreds
Den 146. østlige længdekreds (eller 146 grader østlig længde) er en længdekreds, der ligger 146 grader øst for nulmeridianen. Den løber gennem Ishavet, Asien, Stillehavet, Australasien, det Indiske Ocean, det Sydlige Ishav og Antarktis.